# 112-та піхотна дивізія (Третій Рейх)
112-та піхотна дивізія (Третій Рейх) (нім. 112. Infanterie-Division) — піхотна дивізія Вермахту за часів Другої світової війни. 2 листопада 1943 через серйозні втрати в боях на Східному фронті переформована на корпусну групу «B».

## Історія
112-та піхотна дивізія була сформована 10 грудня 1940 року на навчальному центрі «Баумгольдер» (нім. Truppenübungsplatz Baumholder) у ході 12-ї хвилі мобілізації.

## Райони бойових дій
- Німеччина (грудень 1940 — червень 1941);
- Генеральна губернія (червень 1941);
- СРСР (центральний напрямок) (червень 1941 — липень 1943);
- СРСР (південний напрямок) (липень — листопад 1943).

## Командування

### Командири
- генерал від інфантерії Фрідріх Міт (нім. Friedrich Mieth) (10 грудня 1940 — 10 листопада 1942);
- генерал-майор Альберт Невігер (нім. Albert Newiger) (10 листопада 1942 — 20 червня 1943);
- генерал артилерії Рольф Вутманн (нім. Rolf Wuthmann) (20 червня — 3 вересня 1943);
- генерал від інфантерії Теобальд Ліб (нім. Theobald Lieb) (3 вересня — 2 листопада 1943).